# Povše
Povše je 172. najbolj pogost priimek v Sloveniji, ki ga je po podatkih Statističnega urada Republike Slovenije na dan 31. decembra 2007 uporabljalo 989 oseb, na dan 1. januarja 2010 pa 998 oseb in je med vsemi priimki po pogostosti uporabe zavzemal 170. mesto. 

## Znani nosilci priimka
- Biserka Povše Tasić (*1966), novinarka, ur. (Ce)
- Bogomir Povše (*1955), častnik slovenske vojske
- Ciril Povše (*1963), kipar samorastnik, rezbar, slikar
- Fani Povše, lit. ?
- Fran Povše (1845—1916), kmetijski strokovnjak in politik
- Franci Povše (*1964), policist
- Irena Povše (1968—2020), glasbena promotorka in organizatorka
- Janez Povše (*1941), gledališki in radijski režiser, dramaturg, dramatik, pesnik, kulturnik, publicist
- Katja Povše (*1975), lutkarica, pripovedovalka (Pripovedno gledališče gdč. Bazilike)
- Leopold Povše (1915—1997), pesnik, duhovnik
- Martin Povše (Polše) (1833—1896), duhovnik, dekan
- Martin Povše, inž. naravoslovja (Argentina)
- Matej Povše, fotograf
- Milan Povše (1921—2012), duhovnik v Argentini
- Roman Povše (1929—1995), strojnik, predav. FS ...
- Toni Povše, klaviaturist, gostilničar, zbiralec klaviatur
- Viktor Povše (*1933), konservator, slikar, restavrator (v Celju)
- Žana Povše (*1984), pevka zabavne glasbe, igralka